# A. Biosca
A. Biosca es un historietista español.

## Biografía
A. Biosca publicó sus primeras obras, con nula repercusión, a finales de los años cuarenta en Publicaciones Ibero Americanas.
Continuó sin embargo la exitosa Chispita para Grafidea y Lilian, Azafata del Aire para Ibero Mundial.

## Obra
| Años | Título                              | Guionista       | Tipo               | Publicación       |
| ---- | ----------------------------------- | --------------- | ------------------ | ----------------- |
| 1947 | Safari                              | A. Biosca       | Serial             | Ibero Americanas  |
| 1947 | El Fantasma                         |                 | Serial con Bayarri | Ibero Americanas  |
| 1948 | Perlas de Reinoa                    |                 | Monografía         | Ibero Americanas  |
| 1955 | Mari Tere                           |                 | Serial             | Grafidea          |
| 1955 | El Justiciero Enmascarado           |                 | Serial             | Hispano Americana |
| 1956 | Chispita                            | Federico Amorós | Serial             | Grafidea          |
| 1960 | Lilian, Azafata del Aire núm. 13-43 | Ricardo Acedo   | Serial             | Ibero Mundial     |